# Centaurea haradjianii
Centaurea haradjianii — вид рослин роду волошка (Centaurea), з родини айстрових (Asteraceae).

## Опис рослини
Це багаторічна рослина. Стебло прямовисне, ≈ 70 см, розгалужене лише зверху з кількома квітковими головами в китиці. Листки жорсткі, рідко волосисті; нижні — довгасто-серцеподібні, на ніжках, пластина ≈ 14–15 × 9–11 см; серединні — нечисленні, ланцетні, звужені до основи; верхні — лінійно-ланцетні, сидячі, приквіткоподібні. Кластер філаріїв (приквіток) ≈ 25–28 × 17–25 мм завдовжки, яйцюватий; придатки лише частково приховують базальну частину філаріїв, темно-коричневі, трикутні. Квітки трояндово-пурпурні. Папус ≈ 8 мм. Період цвітіння: червень.

## Середовище проживання
Ендемік пд. Туреччини. Зростає на висотах 450–600 метрів.